# Московски зоопарк
Московският зоопарк е най-старият и един от най-големите в Русия. Открит е на 12 февруари 1864 по инициатива на професора от Московския държавен университет А. П. Богданов.

## История
Първоначално се е издържал от входните такси и дарения на императорското семейство, а числеността на животните е била около 300.
По време на Октомврийската революция от 1917 зоопаркът се оказва в центъра на сраженията. Голяма част от сградите са разрушени, повечето животни са избити, а библиотеката и аквариумът са изгорени. След революцията зоопаркът е национализиран (1919). Броят на животните е увеличен, създават се и научноизследователски подразделения и ветеринарни центрове. Площта на зоопарка също се увеличава почти двойно до 21,5 хектара.
Днес Московският зоопарк е дом на повече от 7500 животни от над 1000 различни вида. В началото на 1990-те години е извършена голяма реконструкция. На територията на зоопарка се намират Пресненските езера, като Голямото езеро е запазено във вида си, в който е било при създаването на зоопарка през 1864 г.
Работното време на зоопарка е през лятото от 9 до 20 часа, през зимата от 9 до 17 часа, а входът за възрастни е 150 рубли.